# Iron Maiden (album)
Iron Maiden – debiutancki album brytyjskiego zespołu heavymetalowego Iron Maiden wydany 14 kwietnia 1980 roku.
Większość utworów jest napisanych przez lidera Steve Harrisa, wyjątki stanowią Remember Tomorrow i Running Free napisane wspólnie z wokalistą Paulem Di’Anno oraz Charlotte the Harlot samotną kompozycją gitarzysty Dave Murraya. Płyta zyskała dużą popularność jako "muzyczna opozycja" do tracącego już popularność punku oraz zespołów rockowych i blues rockowych z lat 70. Zespół muzycznie odrzucił elementy bluesa na rzecz szybszych i ostrzejszych kompozycji z lekkim punkowym wokalem za sprawą obecnego wtedy wokalisty, stając się najpopularniejszym zespołem z nowego nurtu muzycznego w Wielkiej Brytanii jakim był New Wave of British Heavy Metal. Sam lider określał styl jako heavy rock.
Album zajął czwarte miejsce na krajowych listach przebojów.

## Lista utworów

### Wydanie brytyjskie z 1980 roku
1. Prowler (muz. i sł. Steve Harris) – 3:52
2. Remember Tomorrow (sł. Paul Di’Anno, muz. Steve Harris) – 5:25
3. Running Free (muz. i sł. Paul Di’Anno, Steve Harris) – 3:14
4. Phantom of the Opera (muz. i sł. Steve Harris) – 7:05
5. Transylvania (muz. Steve Harris) – 4:06
6. Strange World (muz. i sł. Steve Harris) – 5:40
7. Charlotte the Harlot (muz. i sł. Dave Murray[8]) – 4:10
8. Iron Maiden (muz. i sł. Steve Harris) – 3:31

### Wydanieamerykańskiez 1980 roku
1. Prowler (muz. i sł. Steve Harris) – 3:52
2. Remember Tomorrow (sł. Paul Di’Anno, muz. Steve Harris) – 5:25
3. Running Free (muz. i sł. Paul Di’Anno, Steve Harris) – 3:14
4. Phantom of the Opera (muz. i sł. Steve Harris) – 7:05
5. Transylvania (muz. Steve Harris) – 4:06
6. Strange World (muz. i sł. Steve Harris) – 5:40
7. Sanctuary (muz. i sł. Paul Di’Anno, Dave Murray, Steve Harris) – 3:12
8. Charlotte the Harlot (muz. i sł. Dave Murray[8]) – 4:10
9. Iron Maiden (muz. i sł. Steve Harris) – 3:31

### Reedycja z1995roku

#### CD 1
1. Prowler (muz. i sł. Steve Harris) – 3:52
2. Remember Tomorrow (sł. Paul Di’Anno, muz. Steve Harris) – 5:25
3. Running Free (muz. i sł. Paul Di’Anno, Steve Harris) – 3:14
4. Phantom of the Opera (muz. i sł. Steve Harris) – 7:05
5. Transylvania (muz. Steve Harris) – 4:06
6. Strange World (muz. i sł. Steve Harris) – 5:40
7. Sanctuary (muz. i sł. Paul Di’Anno, Dave Murray, Steve Harris) – 3:12
8. Charlotte the Harlot (muz. i sł. Dave Murray[8]) – 4:10
9. Iron Maiden (muz. i sł. Steve Harris) – 3:31

#### CD 2
1. Burning Ambition (muz. i sł. Steve Harris) – 2:40
2. Drifter [Live] (muz. i sł. Steve Harris) – 6:04
3. I've Got the Fire [Live] (sł. Ronnie Montrose, Sammy Hagar[9], muz. Ronnie Montrose) – 3:14

### Wydanie zremasterowane z1998roku
1. Prowler (muz. i sł. Steve Harris) – 3:56
2. Sanctuary (muz. i sł. Paul Di’Anno, Dave Murray, Steve Harris) – 3:16
3. Remember Tomorrow (sł. Paul Di’Anno, muz. Steve Harris) – 5:28
4. Running Free (muz. i sł. Paul Di’Anno, Steve Harris) – 3:17
5. Phantom of the Opera (muz. i sł. Steve Harris) – 7:07
6. Transylvania (muz. i sł. Steve Harris) – 4:19
7. Strange World (muz. i sł. Steve Harris) – 5:32
8. Charlotte the Harlot (muz. i sł. Dave Murray[8]) – 4:12
9. Iron Maiden (muz. i sł. Steve Harris) – 3:38

## Twórcy

### Wykonawcy
- Paul Di’Anno – śpiew
- Dave Murray – gitara elektryczna
- Dennis Stratton – gitara elektryczna
- Steve Harris – gitara basowa
- Clive Burr – perkusja

### Produkcja
- Will Malone – producent
- Martin Levan – operator dźwięku
- Derek Riggs – okładka
- Terry Walker, Yuka Fujii – zdjęcia na okładce

### Reedycja 1998
- Simon Hayworth – remastering
- Robert Ellis, George Chin, P.G. Brunelli, Ross Halfin, Denis O’Regan – zdjęcia na okładce

## Single
1. Running Free, 8 lutego 1980
2. Sanctuary, 23 maja 1980
3. Women in Uniform, 27 października 1980